# Desoxycytidinetrifosfaat
Desoxycytidinetrifosfaat of dCTP is een desoxyribonucleotide die is opgebouwd uit het nucleobase cytosine, het monosacharide desoxyribose en drie fosfaatgroepen.

## Biochemische functies
Desoxycytidinetrifosfaat wordt gebruikt in de synthese van DNA, zowel in de biosynthese (in vivo) als in de laboratoriumsynthese (polymerase-kettingreactie). Daarbij wordt een pyrofosfaatmolecule afgesplitst en het ontstane desoxycytidinemonofosfaat wordt in het DNA ingebouwd.